# 22263 Піньєдолі
22263 Піньєдолі (22263 Pignedoli) — астероїд головного поясу, відкритий 3 вересня 1980 року.
Тіссеранів параметр щодо Юпітера — 3,435.